# Епархија скандинавска
Епархија скандинавска (енгл. Diocese of Scandinavia) епархија је Српске православне цркве.
Надлежни архијереј је епископ Доситеј (Мотика), а сједиште епархије се налази у Стокхолму (Црква Светог Саве у Стокхолму).

## Организација
Епархија британско-скандинавска са сједиштем у Стокхолму је основана у децембру 1990. од дијелова Западноевропске епархије.
Епархија има у Шведској седам црквених општина са десет парохија, у Норвешкој једну црквену општину и парохију, у Данској исто једну црквену општину и парохију и у Финској и Исланду по једну мисионарску парохију. Под својом јурисдикцијом има и три парохије православних Швеђана, један манастир (Брадеред) и два манастирска имања.
Маја 2024. долази до арондације и формирања две нове епархије: Епархија британско-ирска и Епархија скандинавска.